# Genndy Tartakovsky
Genndy Tartakovsky (ros. Геннадий Борисович Тартаковский – Giennadij Borisowicz Tartakowskij, ur. 17 stycznia 1970 w Moskwie) – amerykański animator rosyjsko-żydowskiego pochodzenia. 
Jest synem dentysty. Gdy miał siedem lat jego rodzice wyjechali wraz z nim do Chicago. Studiował w Columbia College w Chicago i na kalifornijskiej uczelni sztuki. 
Jest autorem takich produkcji, jak Laboratorium Dextera (Dexter’s Laboratory), Samuraj Jack (Samurai Jack), Gwiezdne wojny: Wojny klonów (Star Wars: Clone Wars; kreskówka 2D z 2003 r., nie mylić z późniejszym serialem animowanym w 3D). Jest również współtwórcą serialu Atomówki (The Powerpuff Girls). W 2010 roku w Cartoon Network ukazała się jego nowa kreskówka Tytan Symbionik.
W 2011 Tartakovsky podjął pracę w Sony Pictures Animation, gdzie wyreżyserował swój debiut filmowy: Hotel Transylwania.
Wspólnie z Adult Swim stworzył w 2017 roku piąty sezon Samuraja Jacka, a w 2019 roku serial animowany Primal. Obie te produkcje przeznaczone są dla dorosłych widzów.